# Bailén
Bailén is een gemeente in de Spaanse provincie Jaén in de regio Andalusië met een oppervlakte van 117 km². Bailén telt 18.085 inwoners (1 januari 2016).

## Demografische ontwikkeling
Bron: INE; 1857-2011: volkstellingen

## Economie
De stad heeft vele steengroeves, en staat dan ook bekend om kwalitatief goede keramische producten. Verder worden er diverse kruiden en wijnen verbouwd.

## Slag bij Bailén
19 juli 1808

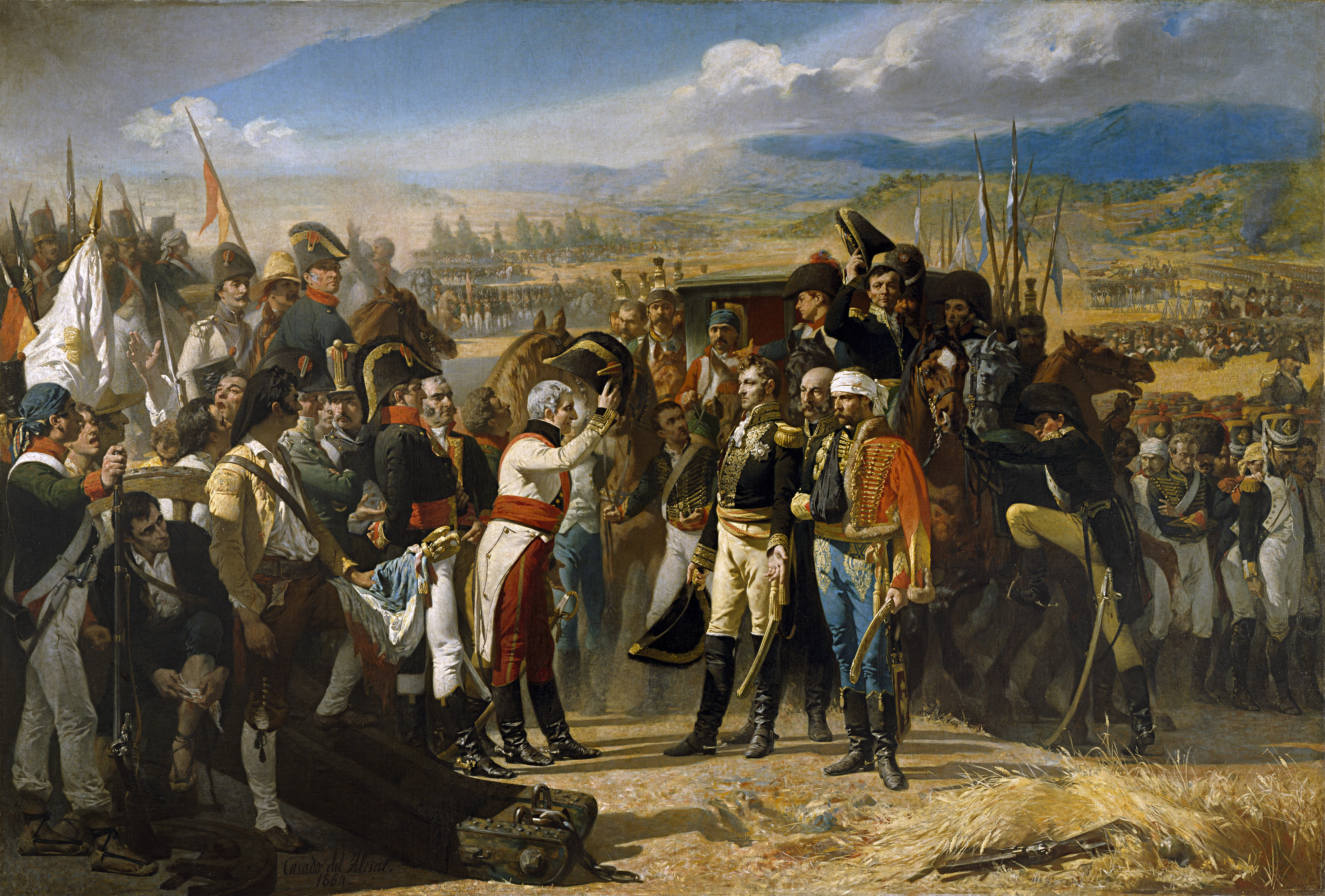
De overgave te Bailén

Franse troepen (23.000 man sterk) werden aangevoerd door generaal Pierre Dupont en in de val gelokt door 30.000 Spanjaarden onder leiding van Francisco Castaños. Dit gebeurde in Bailén in de
Andalusische provincie Jaén. Na vijf pogingen die allen mislukten, gaven de Fransen zich over.
De slag bij Bailén vond plaats tussen 16 en 19 juli van het jaar 1808 en is onderdeel van de Spaanse Onafhankelijkheidsoorlog. De slag vond plaats nabij Bailén en de rivier Guadalquivir tussen de Spaanse troepen van Andalusië, onder leiding van generaal Francisco Castaños, en de Franse troepen onder leiding van generaal Pierre Dupont.
De slag volgt chronologisch direct op de door de Fransen gewonnen slag bij Medina de Rioseco. Maarschalk Bessières had de slag gewonnen met minder troepen tot zijn beschikking dan Dupont bij Bailén. Napoleon was er dan ook van overtuigd dat Dupont de Spaanse troepen met gemak zou verslaan. Hij zou hierover gezegd hebben:
“Als maarschalk Bessières het leger van Galicië met weinig verliezen en weinig moeite heeft verslagen, dan kan generaal Dupont ieder die hij tegenkomt onderwerpen aan zijn macht.”
Keizer Napoleon had Dupont in juni van hetzelfde jaar richting Andalusië gestuurd als onderdeel van zijn plan om een einde te maken aan de Spaanse tegenstand in het land. Dupont kreeg 20.000 soldaten mee en werd geacht door Andalusië te trekken om uiteindelijk in Cádiz aan te komen, waar hij de troepen van admiraal François Rosily kon versterken.
Echter, Dupont stuitte op meer tegenstand dan hij en Napoleon verwacht hadden op het platteland van Andalusië. Zo erg zelfs dat Dupont de tocht naar Cádiz moest stoppen en zich terug moest trekken richting de bergen. Hier moest hij verblijven tot de versterkingen vanuit Zaragoza en Valencia zouden arriveren. Deze zijn echter nooit aangekomen omdat Zaragoza en Valencia zich nooit hebben overgegeven aan de Fransen.
In de tussentijd zaten de Spanjaarden niet stil. Generaal Castaños en generaal Theodor von Reding, een Zwitser in dienst van het Spaanse leger, hadden contact gelegd met de patriottistische beweging van Sevilla om de krachten te bundelen en zich gezamenlijk te richten tegen de Fransen.
Door geen actie te ondernemen, heeft Dupont zijn eigen ondergang ingeleid. Castaños had op 16 juli een schijnaanval geplaatst waar Dupont’s leger zich had opgesteld. Dupont had namelijk gerekend op een zware strijd om Andújar. Von Reding was echter wel tot een offensief overgegaan ten noorden van de positie van Dupont en de Gualdalquivir. Dupont wilde zijn troepen niet naar het noorden sturen, omdat hij ervoor wilde zorgen dat Castaños hem niet in de rug zou kunnen aanvallen. Von Reding kon op deze manier onder andere Bailén innemen en enkele andere dorpjes aan de rivier. Dit had wel tot gevolg dat Dupont nu gevangen zat tussen de twee Spaanse kampen.
De eerstvolgende dagen zou Dupont, in drie hopeloze pogingen om door de Spaanse linies te breken, meer dan 2,000 man verliezen in een reeks zeer bloedige confrontaties. De verliezen aan Spaanse kant waren minimaal. Met een tiende van zijn strijdkrachten dood of gewond zag Dupont in dat hij zich in een uitzichtloze situatie bevond.
Dupont riep op tot een wapenstilstand en zag zich gedwongen om het Verdrag van Andújar te ondertekenen, waarbij zijn troepenmacht van een kleine 18.000 man zich overgaf. Dit was een zware klap voor de Fransen in de strijd om Spanje en in het algemeen. De Fransen zouden zich na dit verlies massaal terugtrekken uit Centraal-Spanje richting de Ebro. Maar het was ook het eerste grote verlies van Napoleons Grande Armée. Tot dan toe werd het leger van Frankrijk onverslaanbaar geacht, maar deze gebeurtenis zou onder andere leven blazen in een nieuwe coalitieoorlog gericht tegen Frankrijk, de zogenaamde Vijfde Coalitieoorlog.

## Geboren
- Felipe de Neve (1724-1784)
- Gregorio Manzano (geb. 11 maart 1956)